# Perconia obscura
Perconia obscura là một loài bướm đêm trong họ Geometridae.